# Chapelle Notre-Dame-d'Entrevignes de Sigale
La chapelle Notre-Dame-d'Entrevignes est une chapelle catholique située en France sur la commune de Sigale, dans le département des Alpes-Maritimes en région Provence-Alpes-Côte d'Azur.
Elle fait l’objet d'un classement au titre des monuments historiques depuis le 28 mai 1925.

## Localisation
La chapelle est située dans le département français des Alpes-Maritimes, sur la commune de Sigale.

## Historique
L'édifice est classé au titre des monuments historiques le 28 mai 1925.